# Jan Meerhout

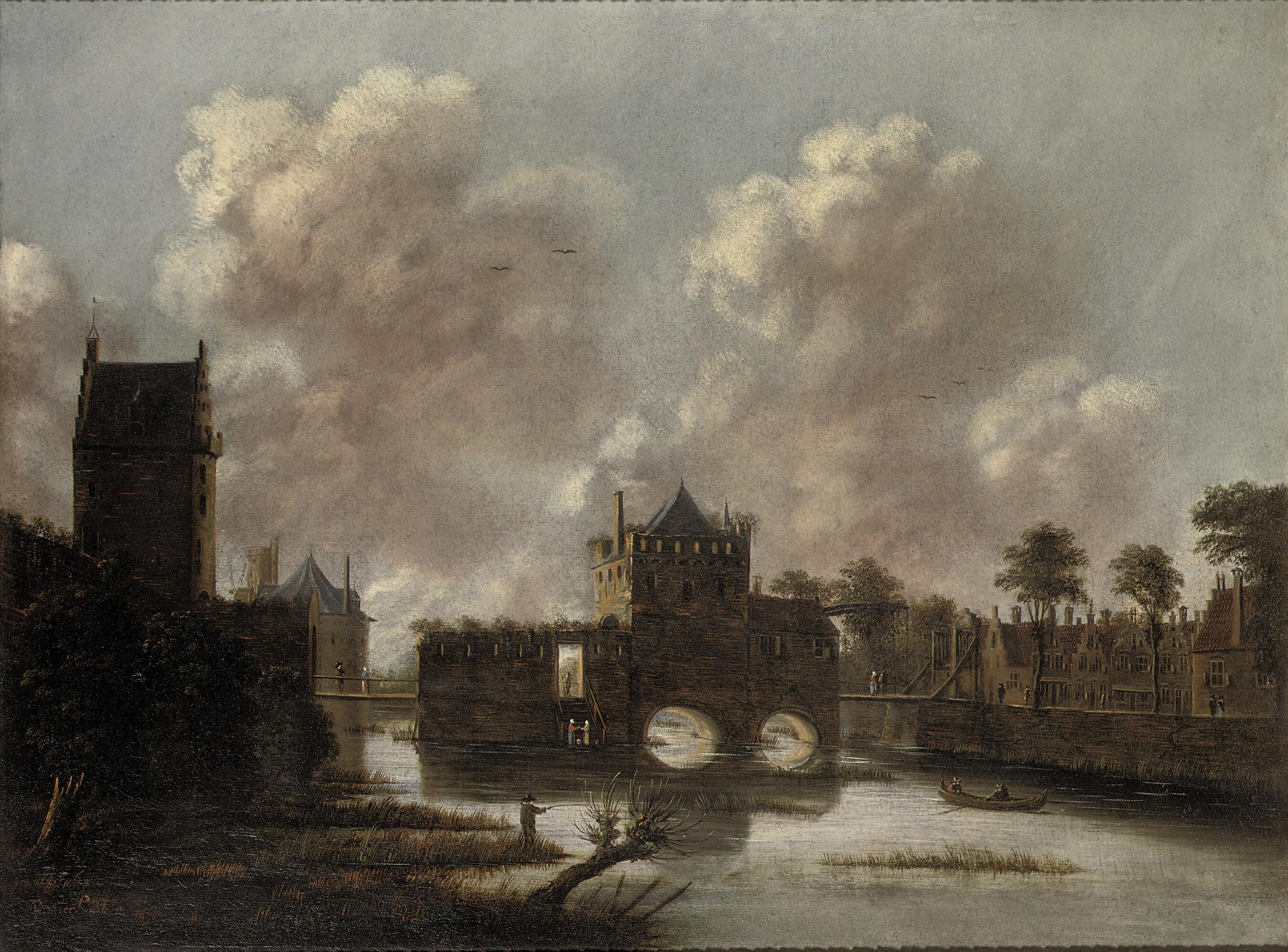
Ansicht von Wittevrouwenpoort, Utrecht

Jan Meerhout (auch: Jan Meerhoud, Johan Meerhoud; * vor 1630 wahrscheinlich in Gorinchem; † 27. März 1677 in Amsterdam) war ein niederländischer Landschaftsmaler des Goldenen Zeitalters.

## Leben und Werk

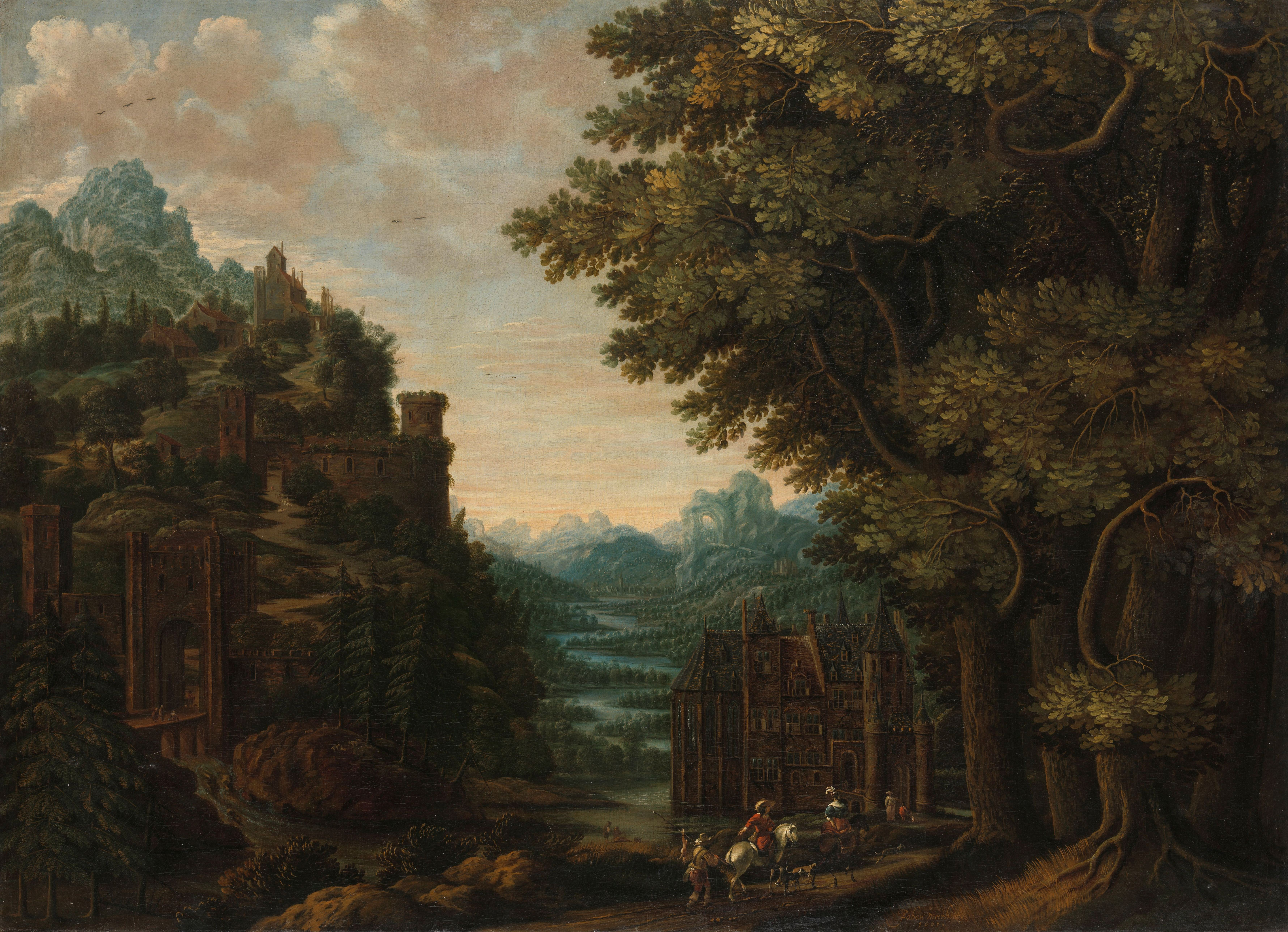
Gebirgslandschaft 1661

Meerhouts Kunst stand unter dem Einfluss der Maler Jan van Goyen und Aert van der Neer, deren Stil in seinen Landschaften und Stadtansichten erkennbar ist. Er 1650 heiratete und 1677 in Amsterdam begraben wurde. Er arbeitete in Heusden, Dordrecht, Utrecht und zuletzt in Amsterdam. Zu den ihm zugeschriebenen Werken gehören folgende Gemälde:
- Straßenansicht von Utrecht, Museum Utrecht
- Gezicht op de Tolsteegpoort te Utrecht met omgeving. (um 1650) Zentralmuseum Utrecht
- Mondscheinlandschaft 1689, Kollektion Peltzer, Köln
- Gebirgslandschaft 1661 (Johan Meerhout) Amsterdam
- Flusslandschaft mit befestigter Stadt[2] 1663 (J. Meerhout) Amalienstift Dessau

Nach seiner Vorlage wurde von Adolf van der Laan ein Kupferstich des Schlosses von Heusden angefertigt.
Sein Name erfuhr in jüngerer Vergangenheit ein gesteigertes Interesse, als 2007 nach dem Tod des Kunsthändlers Bruno Lohse in dessen Safe bei der Zürcher Kantonalbank (ZKB) ein Bild Meerhouts zusammen mit Werken u. a. von Claude Monet, Auguste Renoir und Camille Pissarro von der Zürcher Staatsanwaltschaft sichergestellt wurde, bei denen der Verdacht bestand, dass sie Raubkunst aus der NS-Zeit seien. Das Bild Einen Blick auf eine Stadt von Meerhout war im Besitz des jüdischen Sammlers Alphons Jaffé gewesen, der in Berlin, London und den Niederlanden gelebt hatte. Jaffé hatte seine Sammlung zur sicheren Aufbewahrung einem Museum in Leiden übergeben. Dort wurde sie 1942 von der Dienststelle des Kajetan Mühlmann geraubt, einer Rauborganisation der Nationalsozialisten in den Niederlanden, die die Gemälde an führende Nationalsozialisten verkauft hatte. Von den Gemälden aus der Sammlung Jaffé hatte bis zu dem Fund von Lohses Nachlass jede Spur gefehlt.